# 國道103號 (印度)
國道103號（英語：National Highway 103，簡稱NH 103）是一條完全位於印度比哈爾邦的公路，全長55公里（34英里）並連接著該邦的哈吉普爾和穆什里格哈拉里，該國道途經的城鎮包括有查克斯坎達爾、巴巴尼馬夫、加吉普爾和哈斯拉特贊達哈。

## 來源
1. ↑  .   [2014-03-31]. （原始内容存档于2009-04-01）.